# Mole

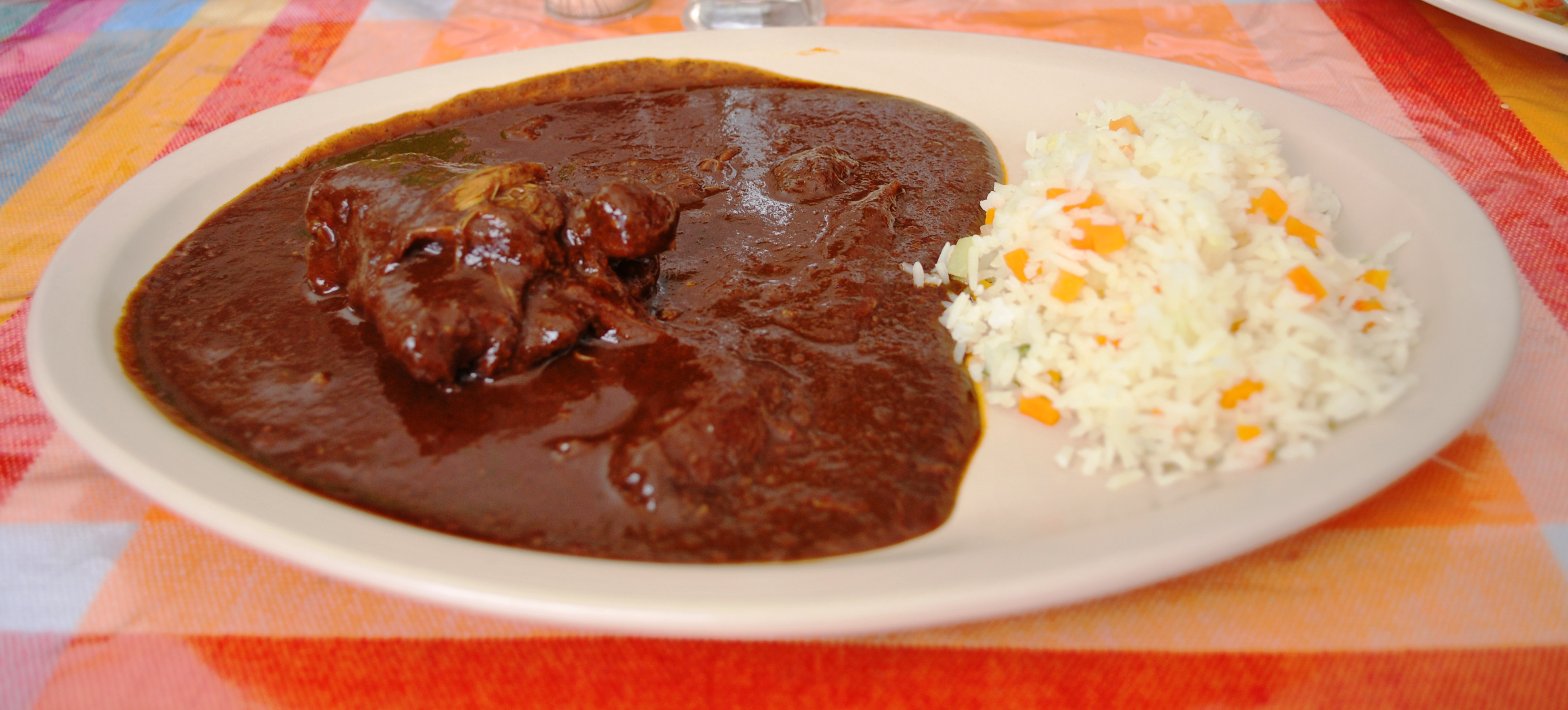
pollastre amb salsa de mole vermell

El terme mole fa referència a diversos plats de la cuina mexicana. La paraula mole és d'origen nàhuatl, ve del terme  Molli  o  mulli  i en la seva accepció original fa referència a qualsevol salsa, encara que en el seu significat actual es refereix específicament a un grup de platerets que tenen alguns elements en comú, com el fet d'estar preparat a base de chiles i espècies. A la cuina mexicana actual, el mole sol acompanyar carns cuites.
El mole més conegut a Mèxic és el mole poblano, que per a moltes persones és el mole per antonomàsia i sol ser anomenat "platet nacional" de Mèxic. No obstant això, existeixen nombroses varietats de mole. A causa de l'abundància d'espècies (especialment, Xile) amb les que s'elaboren aquests plats, els turistes forans a Mèxic solen considerar-lo un gust adquirit.